# Hyctiota banda
Hyctiota banda är en spindelart som beskrevs av Embrik Strand 1911. Hyctiota banda ingår i släktet Hyctiota och familjen hoppspindlar. Inga underarter finns listade i Catalogue of Life.